# (25742) Amandablanco
(25742) Amandablanco est un astéroïde de la ceinture principale.

## Description
(25742) Amandablanco est un astéroïde de la ceinture principale. Il fut découvert le 7 janvier 2000 à la station Anderson Mesa par le programme de relevé astronomique LONEOS. Il présente une orbite caractérisée par un demi-grand axe de 2,55 UA, une excentricité de 0,18 et une inclinaison de 15,7° par rapport à l'écliptique.